# Mareil-le-Guyon
Mareil-le-Guyon là một xã thuộc tỉnh Yvelines trong vùng Île-de-France miền bắc nước Pháp.